# Charte de Milan

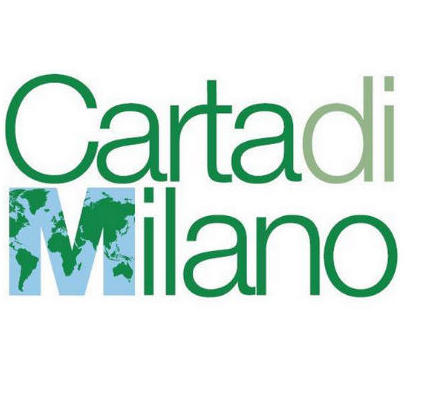
Charte de Milan

La Charte de Milan est un document qui définit les principes et les objectifs en matière de nutrition, de durabilité environnementale et de droits de l'homme.
Il a été proposé à l'Expo 2015 lors de l'Exposition universelle de Milan (du 1er mai 2015 au 31 octobre 2015) et le 16 octobre 2015, il a été présenté au Secrétaire général des Nations Unies (ONU), Ban Ki-moon.
La « charte » indique qui a signé des engagements fermes concernant le droit à l'alimentation qui est l'un des droits humains fondamentaux consacrés dans la Déclaration universelle des droits de l'homme. Le manque d'accès à une alimentation saine, à une nourriture suffisante et nutritive, à l'eau propre et à l'énergie est considéré comme une violation de la dignité humaine.
L'action collective des citoyens, ainsi que de la société civile, des entreprises et des entreprises locales, nationales et internationales, est considérée comme l'une des conditions préalables pour remporter les grands défis liés à l'alimentation.
Lutter contre la malnutrition et la malnutrition, promouvoir un accès équitable aux ressources naturelles, la gestion durable des processus de production, représenter l'engagement que les souscripteurs de la Charte de Milan s'engagent à soutenir.

## Structure de la Charte de Milan
La Charte de Milan est divisée en 5 sections :
- Préambule
- Droits
- Conscience
- Engagements
- Fin